# Toyota TF102
Chronologie des modèles (2002)
Toyota TF101 Toyota TF103
La Toyota TF102 est la monoplace engagée par l'écurie japonaise Toyota F1 Team lors de la saison 2002 de Formule 1, première saison à laquelle le constructeur participe. Elle est pilotée par le Finlandais Mika Salo et l'Écossais Allan McNish, qui fait ses débuts en tant que pilote titulaire en Formule 1. Les pilotes d'essais sont l'Australien Ryan Briscoe et le Français Stéphane Sarrazin.

## Historique

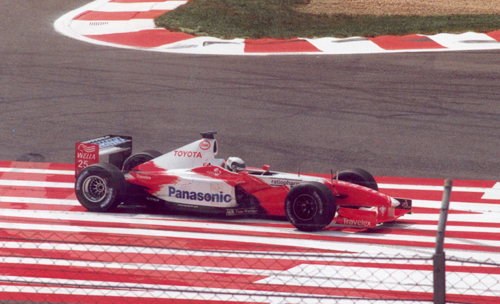
La Toyota TF102 d'Allan McNish au Grand Prix de France 2002.

La TF102 commence la saison en marquant un point lors du Grand Prix d'Australie, grâce à la sixième place de Mika Salo. Le Finlandais réitère cette performance au Grand Prix du Brésil. Malgré ces performances prometteuses du début de saison, ces deux points sont les seuls obtenus par l'écurie Toyota cette saison, la monoplace rencontrant de nombreux problèmes de fiabilité : Mika Salo essuie cinq abandons consécutifs mais domine son coéquipier tout au long du championnat. McNish ne marque aucun point cette saison, son meilleur résultat étant une septième place au Grand Prix de Malaisie.
Allan McNish ne dispute pas le dernier Grand Prix, au Japon, l'Écossais ayant été victime d'un violent accident durant les essais.
À la fin de la saison, Toyota termine neuvième du championnat des constructeurs avec deux points. Salo et McNish sont remplacés par Cristiano da Matta et Olivier Panis pour la saison 2003.

## Résultats en championnat du monde de Formule 1

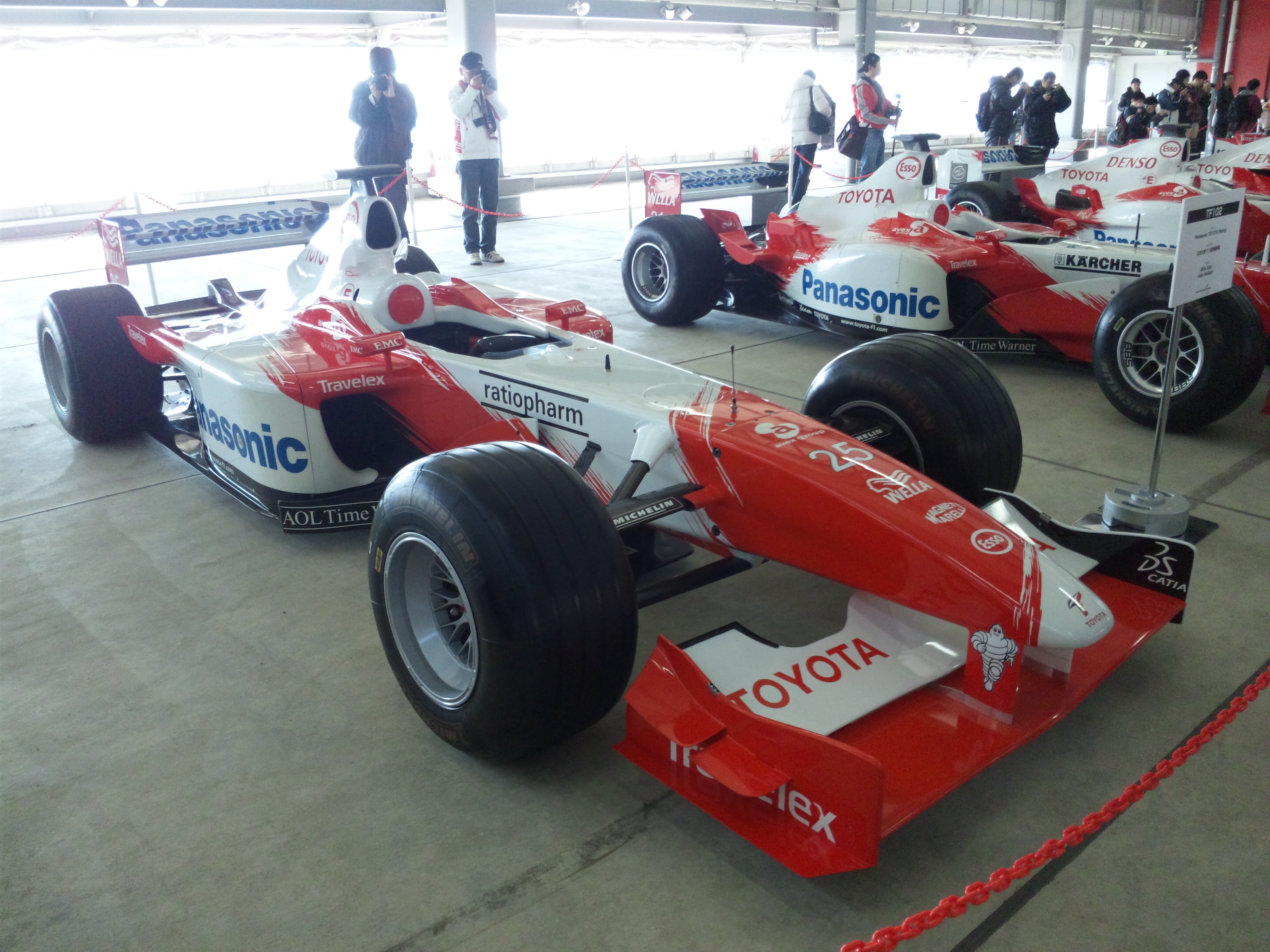
La Toyota TF102 d'Allan McNish en exposition au Toyota Motorsports Festival en 2010.

| Saison | Écurie                  | Moteur            | Pneus    | Pilotes      | Courses | Courses | Courses | Courses | Courses | Courses | Courses | Courses | Courses | Courses | Courses | Courses | Courses | Courses | Courses | Courses | Courses | Points inscrits | Classement |
| Saison | Écurie                  | Moteur            | Pneus    | Pilotes      | 1       | 2       | 3       | 4       | 5       | 6       | 7       | 8       | 9       | 10      | 11      | 12      | 13      | 14      | 15      | 16      | 17      | Points inscrits | Classement |
| ------ | ----------------------- | ----------------- | -------- | ------------ | ------- | ------- | ------- | ------- | ------- | ------- | ------- | ------- | ------- | ------- | ------- | ------- | ------- | ------- | ------- | ------- | ------- | --------------- | ---------- |
| 2002   | Panasonic Toyota Racing | Toyota RVX-02 V10 | Michelin |              | AUS     | MAL     | BRÉ     | SMR     | ESP     | AUT     | MON     | CAN     | EUR     | GBR     | FRA     | ALL     | HON     | BEL     | ITA     | USA     | JAP     | 2               | 9e         |
| 2002   | Panasonic Toyota Racing | Toyota RVX-02 V10 | Michelin | Mika Salo    | 6e      | 12e     | 6e      | Abd     | 9e      | 8e      | Abd     | Abd     | Abd     | Abd     | Abd     | 9e      | 15e     | 7e      | 11e     | 14e     | 8e      | 2               | 9e         |
| 2002   | Panasonic Toyota Racing | Toyota RVX-02 V10 | Michelin | Allan McNish | Abd     | 7e      | Abd     | Abd     | 8e      | 9e      | Abd     | Abd     | 14e     | Abd     | 11e     | Abd     | 14e     | 9e      | Abd     | 15e     | Np      | 2               | 9e         |

Légende : ici 